# ギスモンダ (小惑星)
ギスモンダ (492 Gismonda) は小惑星帯に位置する小惑星。1902年9月3日、マックス・ヴォルフがハイデルベルク天文台で発見した。
イタリアの民話に登場する英雄ギスモンドにちなんで名づけられた。